# Чердынцево (Омская область)
Чердынцево — деревня в Колосовском районе Омской области. Входит в состав Кутырлинского сельского поселения.

## История
В 1928 году состояло из 86 хозяйств, основное население — русские. Центр Чердынцевского сельсовета Тюкалинского района Омского округа Сибирского края.

## Население
| 1926 | 2010 |
| ---- | ---- |
| 424  | ↘50  |